# 谢利英
谢利英（1969年—），江西高安人，汉族，中华人民共和国政治人物、第十二届全国人民代表大会福建地区代表。
福建省泉州市德化县工人。2013年，担任全国人大代表。